# تلما مونتیرو
تلما مونتیرو زادهٔ ۲۷ دسامبر ۱۹۸۵ جودوکار اهل پرتغال است.

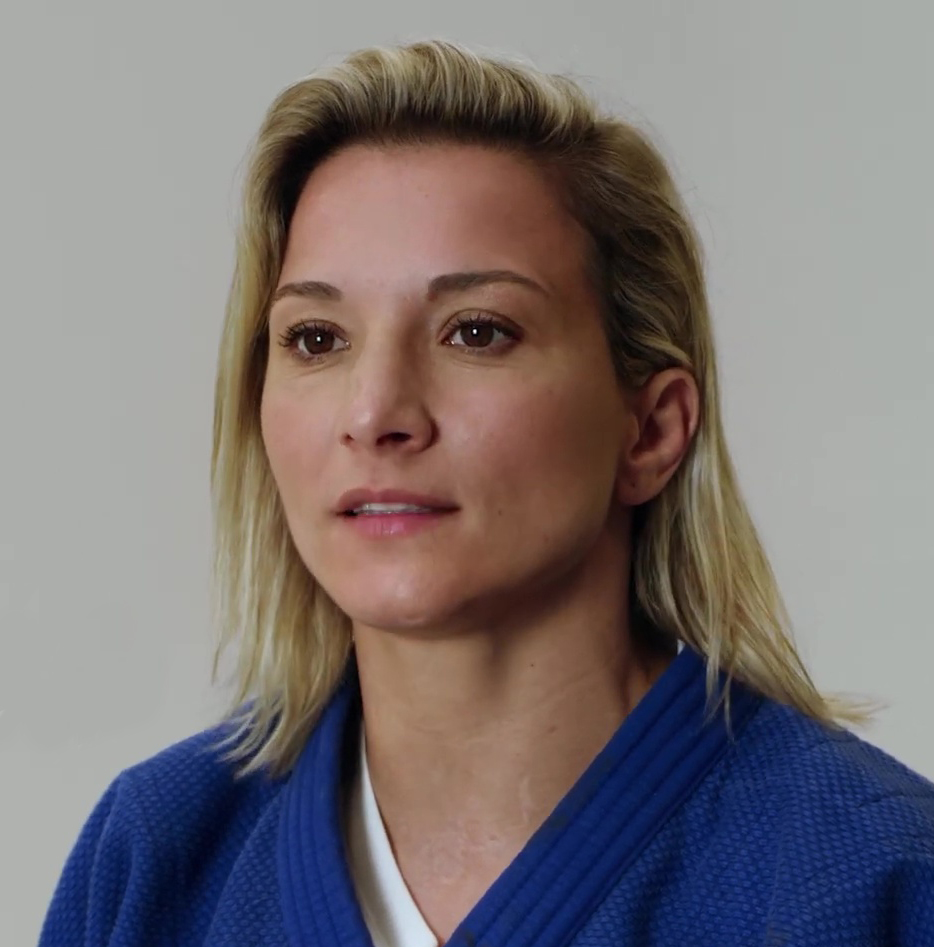
تلما مونتیرو - ۲۰۲۱

او در مسابقات کشوری و بین‌المللی در مجموع برندهٔ ۶ مدال طلا، ۵ مدال نقره، ۷ مدال برنز شده‌است.

## بازی‌های اروپایی باکو
وی در این مسابقات مدال طلا را در وزن ۵۷ کیلوگرم دریافت کرده‌است.

## المپیک ریو
مونتیرو در این المپیک تنها مدال کاروان کشورش را توانست به‌دست بیاورد. وی با غلبه بر کورینا کاپریوریو از رومانی موفق به کسب مدال برنز این رشته شد.